# Clusia callosa
Clusia callosa är en tvåhjärtbladig växtart som beskrevs av Nathaniel Lord Britton och P. Wils.. Clusia callosa ingår i släktet Clusia och familjen Clusiaceae. Inga underarter finns listade i Catalogue of Life.